# 石田女王
石田女王（いわたじょおう/いわたのおおきみ、生年不明 - 延暦17年（798年）以前）は、奈良時代の日本の皇族。系譜は不明だが、新田部親王の娘という説もある。位階は従五位下。磐田女王とも表記される。

## 経歴
称徳朝の神護景雲元年（767年）11月の東大寺越中国礪波郡井山村（現在の富山県砺波市庄川町）墾田図より、治田を持っていたことが分かっている。
同3年（769年）5月、県犬養姉女たちの誘いを受け、不破内親王と謀り、内親王と塩焼王の子である氷上志計志麻呂を天皇に擁立しようとして、天皇への厭魅を行ったことが露顕し、遠流の罪となった。この時の位階は不明。
ところが、それは丹比乙女による誣告で、冤罪であることが、光仁朝の宝亀2年（771年）になって判明した。名前はあげられていないが、この時に姉女らとともに名誉を回復したものと思われる。天応元年（771年）2月、無位から従五位下に叙爵されている。
延暦17年（798年）8月26日、女王の遺志を継いで、近親者と想定される文室真人長谷およびその子供たちによって、仏像・一切経・水田等が東大寺阿弥陁院に施入された。

## 官歴
『続日本紀』による
- 神護景雲3年（769年） 5月29日：流罪（遠流）
- 天応元年（771年）2月1日：従五位下